# 喬遠炳
喬遠炳（1758年9月2日—1825年10月4日，乾隆戊寅八月初一日－道光乙酉八月二十三日），字黼文，號孚五，又號丹圃。湖北省漢陽府孝感縣（今屬孝感市孝南區）人，清朝政治人物、詩人，道光年間官至刑部山西司郎中。

## 生平
早年為邑庠生。乾隆五十一年（1786年），中式丙午科湖北鄉試舉人。
五十八年（1793年），中式癸丑科會試貢士。六十年（1795年），補乙卯恩科殿試，位列第二甲第十名。選翰林院庶吉士。
嘉慶元年（1796年）四月，散館，改授部屬主事。隨後補刑部廣東司主事。
六年（1801年），升調刑部貴州司、山東司員外郎。後因繼祖母年老，請假回鄉照料。期間主講孝感縣西湖書院、德安府雲夢縣夢澤書院、南陽府南陽縣宛南書院、荊州府江陵縣荊南書院。
十九年（1814年），銷假，等候銓補。
二十年（1815年）七月，掣籤補授刑部廣東司員外郎。隨即升調刑部山西司郎中。
二十二年（1817年），充丁丑科會試同考官。以繁缺知府用。
誥封朝議大夫。二十五年（1820年）至道光四年（1824年）之間去職。
道光五年（1825年）八月二十三日，卒，年六十八歲。

## 著作
- 《續香齋文稿》[2]
- 《續香齋詩集》[7]
- 《讀史存質》[2]
- 《律賦存稿》[2]

## 家庭及關聯[2]
- 祖父：喬士偉（1700年－1762年），誥贈資政大夫。
- 祖母：周氏（1699年－1745年），誥贈夫人。
- 父：喬志行（1730年－1804年），乾隆三十年舉人，候選知縣，誥贈資政大夫。
- 母：夏氏（1731年－1791年），夏方國之女，誥贈夫人。

- 遠炳為長子，另有二弟一姊妹：
  - 喬遠煐（1761年－1823年），乾隆五十五年進士，官至通政使司副使。
  - 喬遠煜（1767年－1786年）。
  - 姊妹，適黃陂邑庠生張紹銘。

### 妻室
- 正室：黃陂李氏（1758年－1817年），李步墀之女，誥封恭人。
- 無側室。

### 子嗣
有一子一女：
- 子：喬用遷（1789年－1851年），嘉慶十九年進士，官至貴州巡撫、太子少傅。
- 女，適同邑監生楊必達。